# Король (карта)

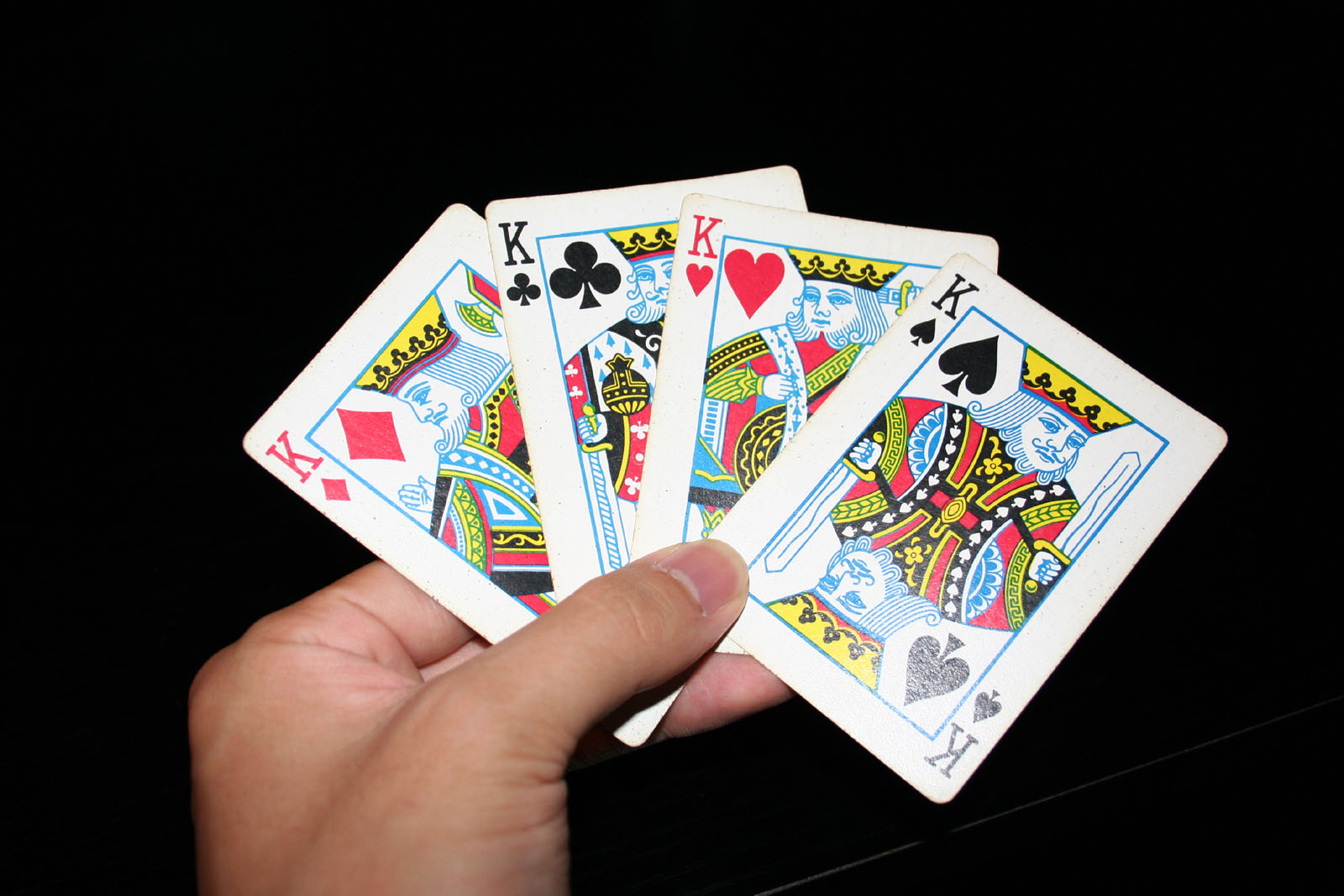
Королі всіх мастей.

Коро́ль — гральна карта з зображенням короля. Зазвичай за старшинством стоїть вище дами і відповідає числу 13. У різних іграх старшинство короля може сильно відрізнятися. Буквений символ короля — або К (від англ. king, нім. König, укр. король), або R (від фр. roi).
Разом із дамою утворює мар'яж.